# Liste der State-, U.S.- und Interstate-Highways in Iowa
Dies ist eine Aufstellung von State Routes, U.S. Highways und Interstates im US-Bundesstaat Iowa, nach Nummern.

## State Routes

### Gegenwärtige Strecken
- Iowa Highway 1
- Iowa Highway 2
- Iowa Highway 3
- Iowa Highway 4
- Iowa Highway 5
- Iowa Highway 7
- Iowa Highway 8
- Iowa Highway 9
- Iowa Highway 10
- Iowa Highway 12
- Iowa Highway 13
- Iowa Highway 14
- Iowa Highway 15
- Iowa Highway 16
- Iowa Highway 17
- Iowa Highway 21
- Iowa Highway 22
- Iowa Highway 23
- Iowa Highway 24
- Iowa Highway 25
- Iowa Highway 26
- Iowa Highway 27
- Iowa Highway 28
- Iowa Highway 31
- Iowa Highway 32
- Iowa Highway 37
- Iowa Highway 38
- Iowa Highway 39
- Iowa Highway 44
- Iowa Highway 48
- Iowa Highway 51
- Iowa Highway 56
- Iowa Highway 57
- Iowa Highway 58
- Iowa Highway 60
- Iowa Highway 62
- Iowa Highway 64
- Iowa Highway 70
- Iowa Highway 76
- Iowa Highway 78
- Iowa Highway 81
- Iowa Highway 83
- Iowa Highway 85
- Iowa Highway 86
- Iowa Highway 92
- Iowa Highway 93
- Iowa Highway 96
- Iowa Highway 98
- Iowa Highway 100
- Iowa Highway 102
- Iowa Highway 107
- Iowa Highway 110
- Iowa Highway 116
- Iowa Highway 117
- Iowa Highway 122
- Iowa Highway 127
- Iowa Highway 128
- Iowa Highway 130
- Iowa Highway 136
- Iowa Highway 137
- Iowa Highway 139
- Iowa Highway 140
- Iowa Highway 141
- Iowa Highway 143
- Iowa Highway 144
- Iowa Highway 146
- Iowa Highway 148
- Iowa Highway 149
- Iowa Highway 150
- Iowa Highway 152
- Iowa Highway 160
- Iowa Highway 163
- Iowa Highway 165
- Iowa Highway 173
- Iowa Highway 175
- Iowa Highway 182
- Iowa Highway 183
- Iowa Highway 187
- Iowa Highway 188
- Iowa Highway 191
- Iowa Highway 192
- Iowa Highway 196
- Iowa Highway 202
- Iowa Highway 210
- Iowa Highway 212
- Iowa Highway 220
- Iowa Highway 224
- Iowa Highway 281
- Iowa Highway 296
- Iowa Highway 316
- Iowa Highway 330
- Iowa Highway 333
- Iowa Highway 346
- Iowa Highway 370
- Iowa Highway 376
- Iowa Highway 404
- Iowa Highway 415
- Iowa Highway 438
- Iowa Highway 922
- Iowa Highway 926
- Iowa Highway 930
- Iowa Highway 934
- Iowa Highway 946
- Iowa Highway 965

### Außer Dienst gestellte Strecken
- Iowa Highway 36
- Iowa Highway 40
- Iowa Highway 41
- Iowa Highway 45
- Iowa Highway 49
- Iowa Highway 50
- Iowa Highway 55
- Iowa Highway 66
- Iowa Highway 68
- Iowa Highway 77
- Iowa Highway 79
- Iowa Highway 82
- Iowa Highway 91
- Iowa Highway 94
- Iowa Highway 97
- Iowa Highway 99
- Iowa Highway 103
- Iowa Highway 105
- Iowa Highway 109
- Iowa Highway 113
- Iowa Highway 115
- Iowa Highway 124
- Iowa Highway 131
- Iowa Highway 133
- Iowa Highway 142
- Iowa Highway 145
- Iowa Highway 147
- Iowa Highway 156
- Iowa Highway 157
- Iowa Highway 161
- Iowa Highway 181
- Iowa Highway 184
- Iowa Highway 193
- Iowa Highway 195
- Iowa Highway 197
- Iowa Highway 198
- Iowa Highway 199
- Iowa Highway 200
- Iowa Highway 201
- Iowa Highway 204
- Iowa Highway 205
- Iowa Highway 206
- Iowa Highway 207
- Iowa Highway 214
- Iowa Highway 215
- Iowa Highway 221
- Iowa Highway 225
- Iowa Highway 229
- Iowa Highway 238
- Iowa Highway 239
- Iowa Highway 240
- Iowa Highway 242
- Iowa Highway 243
- Iowa Highway 244
- Iowa Highway 249
- Iowa Highway 252
- Iowa Highway 253
- Iowa Highway 258
- Iowa Highway 259
- Iowa Highway 266
- Iowa Highway 273
- Iowa Highway 276
- Iowa Highway 279
- Iowa Highway 282
- Iowa Highway 283
- Iowa Highway 285
- Iowa Highway 286
- Iowa Highway 287
- Iowa Highway 294
- Iowa Highway 297
- Iowa Highway 299
- Iowa Highway 300
- Iowa Highway 301
- Iowa Highway 305
- Iowa Highway 306
- Iowa Highway 314
- Iowa Highway 315
- Iowa Highway 322
- Iowa Highway 324
- Iowa Highway 325
- Iowa Highway 327
- Iowa Highway 340
- Iowa Highway 349
- Iowa Highway 359
- Iowa Highway 362
- Iowa Highway 363
- Iowa Highway 364
- Iowa Highway 371
- Iowa Highway 382
- Iowa Highway 383
- Iowa Highway 384
- Iowa Highway 385
- Iowa Highway 386
- Iowa Highway 394
- Iowa Highway 403
- Iowa Highway 405
- Iowa Highway 406
- Iowa Highway 410
- Iowa Highway 419
- Iowa Highway 428
- Iowa Highway 431
- Iowa Highway 460
- Iowa Highway 920
- Iowa Highway 925
- Iowa Highway 927
- Iowa Highway 931
- Iowa Highway 939
- Iowa Highway 945
- Iowa Highway 982

## U.S. Highways

### Gegenwärtige Strecken
- U.S. Highway 6
- U.S. Highway 18
- U.S. Highway 20
- U.S. Highway 30
- U.S. Highway 34
- U.S. Highway 52
- U.S. Highway 59
- U.S. Highway 61
- U.S. Highway 63
- U.S. Highway 65
- U.S. Highway 67
- U.S. Highway 69
- U.S. Highway 71
- U.S. Highway 75
- U.S. Highway 77
- U.S. Highway 136
- U.S. Highway 151
- U.S. Highway 169
- U.S. Highway 218
- U.S. Highway 275

### Außer Dienst gestellte Strecken
- U.S. Highway 30A
- U.S. Highway 30S
- U.S. Highway 32
- U.S. Highway 55
- U.S. Highway 161
- U.S. Highway 163

## Interstate Routes
- Interstate 29
- Interstate 35
- Interstate 74
- Interstate 80
- Interstate 129
- Interstate 235
- Interstate 280
- Interstate 380
- Interstate 480
- Interstate 680
- Interstate 880